# Côte de la Croix Neuve
La côte de la Croix Neuve constitue la route pour aller sur le mont Mimat (qui surplombe la ville de Mende), afin également de rejoindre le bassin du Valdonnez. Depuis 2005, une partie de la côte est également nommée Montée Laurent Jalabert. Sa déclivité moyenne est de 10,1 % et sa longueur de 3,1 kilomètres.

## Géographie et topologie
| kilomètre      | déclivité moyenne |
| -------------- | ----------------- |
| 1er kilomètre  | 8,3 %             |
| 2e kilomètre   | 10,5 %            |
| 3e kilomètre   | 10,9 %            |
| Total (3,1 km) | 10,1 %            |

## Utilisation sportive

### La montée de la Croix Neuve
La montée de la Croix Neuve est une course pédestre contre la montre organisée chaque année à la même période. Courue en soirée, l'épreuve d'une longueur de 3,1 kilomètres a dépassé depuis 2004 le cap des 30 éditions.

### La côte et le cyclisme
Tour de France

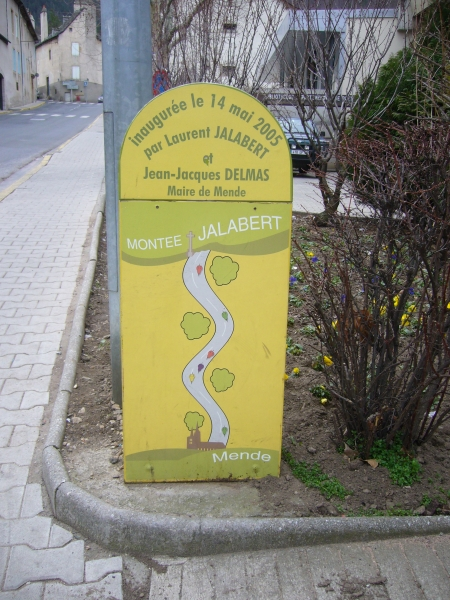
Borne chronomètre au pied de la montée L. Jalabert

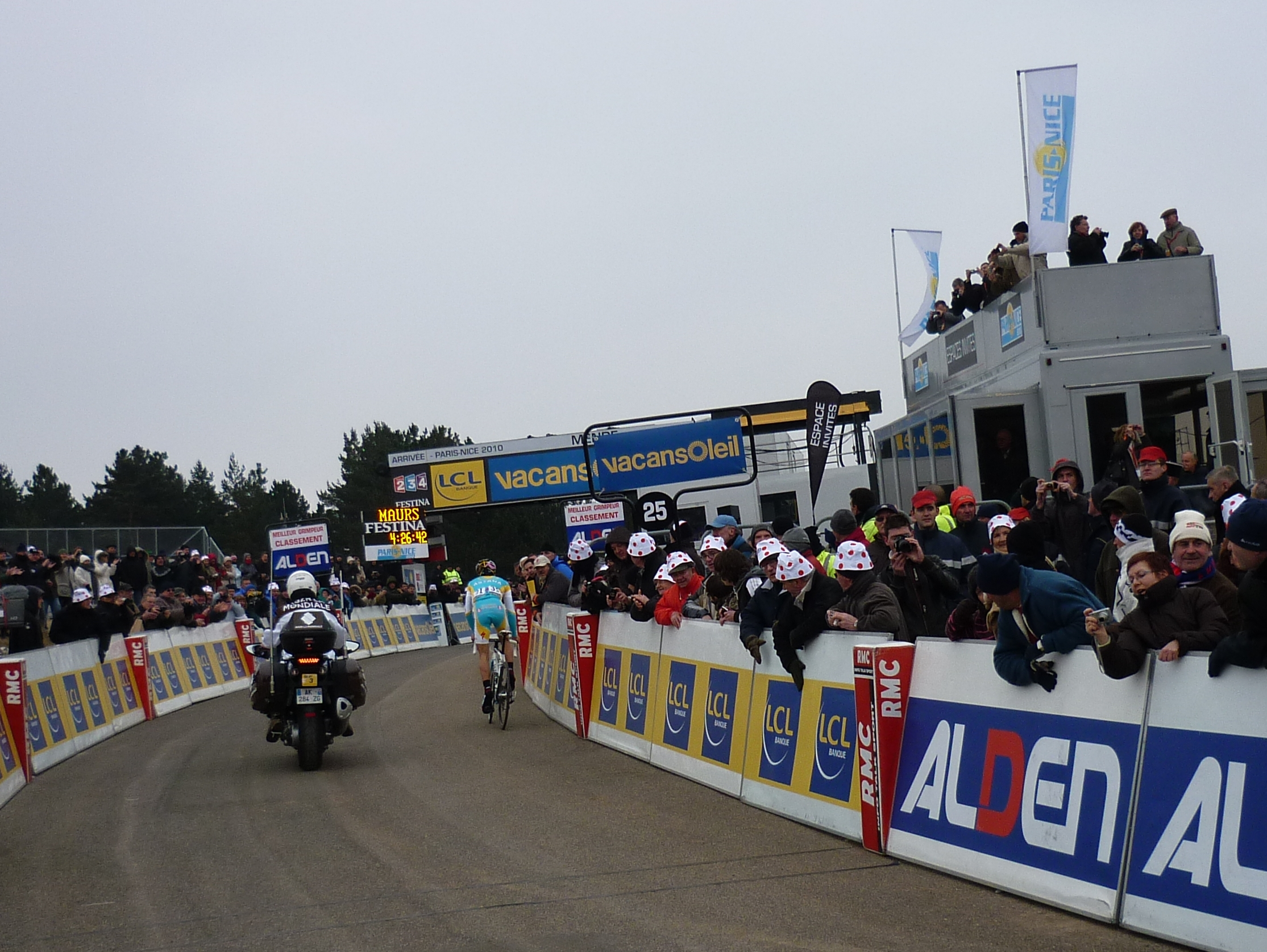
Alberto Contador lors de sa victoire en 2010 sur le Paris-Nice

- Le 14 juillet 1995, la 12e étape du Tour de France 1995 voit la victoire de Laurent Jalabert un peu plus haut que la fin de la montée, sur l'Aérodrome de Mende - Brenoux. L'impact populaire est tel que la côte est, depuis 2005, également nommée Montée Jalabert en guise de commémoration de cette brillante victoire.
- Le 21 juillet 2005, la 18e étape du Tour de France 2005 arrive également à Mende, toujours au même endroit, et voit la victoire de Marcos Serrano.
- Le 16 juillet 2010, la 12e étape du Tour de France 2010 arrive à nouveau à Mende, toujours en haut de la Côte de la Croix Neuve, et voit cette fois-ci la victoire de l'Espagnol Joaquim Rodríguez au sprint devant Alberto Contador, les deux hommes ayant rattrapé le Kazakh Vinokourov (qui prend la troisième place) à quelques centaines de mètres du haut de l'ascension. Contador reprend ainsi 10 secondes sur le porteur du maillot jaune Andy Schleck.
- Le 18 juillet 2015, la 14e étape du Tour de France 2015 arrive de nouveau à Mende et voit la victoire du Britannique Steve Cummings, coiffant au poteau les deux Français Romain Bardet et Thibaut Pinot, pourtant en tête en haut de la côte de la Croix Neuve, ces derniers arrivant deuxième et troisième.
- Le 21 juillet 2018, la 14e étape du Tour de France 2018 arrive de nouveau à Mende et voit la victoire de l'Espagnol Omar Fraile, qui dépasse Jasper Stuyven puis résiste au retour de Julian Alaphilippe. Parmi le peloton des favoris, le maillot jaune Geraint Thomas, son coéquipier et tenant du titre Christopher Froome, ainsi que Tom Dumoulin grappillent une vingtaine de secondes supplémentaires sur Romain Bardet au classement général.
- Le 16 juillet 2022, lors de la 14e étape du Tour de France 2022, l'Australien Michael Matthews s'impose en solitaire à Mende, 1,5 km après le sommet de la Côte de la Croix Neuve, suivi de ses anciens compagnons d'échappée. Les deux premiers du classement général, Jonas Vingegaard et Tadej Pogačar reprennent du temps sur les autres candidats au podium.

Grand Prix Midi Libre
- Le 23 mai 1998, la 5e étape du Grand Prix du Midi libre entre Nîmes et Mende voit la victoire de Laurent Dufaux devant Christophe Rinero et Víctor Hugo Peña en haut de la Croix Neuve.
- Le 23 mai 1999, la victoire finale se joue en haut de la Côte de la Croix Neuve lors de l'ultime étape. Celle-ci est remportée par Alexandre Vinokourov devant son coéquipier Benoît Salmon (qui remporte par la même occasion la victoire finale) suivis à plus d'1 minute 30 de Frédéric Gabriel.
- Le 26 mai 2001, la 5e étape du Midi libre entre Rignac et Mende se solde par la victoire de Sven Montgomery devant Andrei Kivilev et Iban Mayo.

Tour du Languedoc-Roussillon
- Le 22 mai 2004, pour l'unique Tour du Languedoc-Roussillon, le Français Christophe Moreau passe dans les derniers hectomètres de l'ascension l'Américain George Hincapie pour s'imposer lors de cette 4e étape. L'arrivée est jugée en haut de la côte et non à l'aérodrome comme pour le Tour de France.

Tour de l'Avenir
- En 2003, le peloton du Tour de l'Avenir escalade la côte de la Croix Neuve avant de revenir se disputer la victoire à Mende après une boucle par Langlade et Balsièges. La victoire revient à Pierrick Fédrigo.

Tour du Gévaudan
- L'ultime étape du Tour du Gévaudan en septembre 2006 franchit la côte avant de revenir à Mende.
- En septembre 2008, la dernière étape est un contre la montre individuel couru entièrement dans la côte. C'est le Britannique du VC Vaulx-en-Velin, Adam Illingworth, qui s'impose
- La deuxième et dernière étape du Tour du Gévaudan 2011, le 25 septembre, est remportée par Guillaume Levarlet (Saur-Sojasun) dans les rues de Mende. Il était passé en tête en haut de la Croix-Neuve, 25 km auparavant.

Paris-Nice
- Le 16 mars 2007, la 4e étape du Paris-Nice 2007 est remportée par Alberto Contador en haut de la côte.
- Le 11 mars 2010, la 4e étape du Paris-Nice 2010, qui relie Maurs à Mende, voit une nouvelle victoire d'Alberto Contador en haut de la côte.
- Le 8 mars 2012, la 5e étape du Paris-Nice 2012 est remportée par Lieuwe Westra

| Année | Course                          | Étape | Arrivée             | Premier                                   | Vainqueur d'étape                         |
| ----- | ------------------------------- | ----- | ------------------- | ----------------------------------------- | ----------------------------------------- |
| 1995  | Tour de France 1995             | 12e   | Non (aérodrome)     | Laurent Jalabert (ONC)                    | Laurent Jalabert (ONC)                    |
| 1998  | Grand Prix du Midi libre        | 5e    | Oui                 | Laurent Dufaux (FES)                      | Laurent Dufaux (FES)                      |
| 1999  | Grand Prix du Midi libre        | 6e    | Oui                 | Alexandre Vinokourov (CAS)                | Alexandre Vinokourov (CAS)                |
| 2001  | Grand Prix du Midi libre        | 5e    | Oui                 | Sven Montgomery (FDJ)                     | Sven Montgomery (FDJ)                     |
| 2003  | Tour de l'Avenir                | 6e    | Non (Mende)         | Pierrick Fédrigo (C.A)                    | Pierrick Fédrigo (C.A)                    |
| 2004  | Tour du Languedoc-Roussillon    | 4e    | Oui                 | Christophe Moreau (C.A)                   | Christophe Moreau (C.A)                   |
| 2005  | Tour de France 2005             | 18e   | Non (aérodrome)     | Marcos Serrano (LSW)                      | Marcos Serrano (LSW)                      |
| 2006  | Tour du Gévaudan                | ?     | Non (Mende)         | ?                                         | Rémi Cusin (?)                            |
| 2007  | Paris-Nice                      | 4e    | Oui                 | Alberto Contador (DSC)                    | Alberto Contador (DSC)                    |
| 2007  | Tour du Gévaudan                | 3e    | Non (Mende)         | Tanel Kangert (RO Saint-Amand)            | Tanel Kangert (RO Saint-Amand)            |
| 2008  | Tour du Gévaudan                | 3e    | Oui                 | Adam Illingworth (VCV)                    | Adam Illingworth (VCV)                    |
| 2009  | Tour du Gévaudan                | 3e    | Non (Mende)         | ?                                         | Florian Vachon (RLM)                      |
| 2010  | Paris-Nice                      | 4e    | Oui                 | Alberto Contador (AST)                    | Alberto Contador (AST)                    |
| 2010  | Tour de France 2010             | 12e   | Non (aérodrome)     | Joaquim Rodríguez (KAT)                   | Joaquim Rodríguez (KAT)                   |
| 2010  | Tour du Gévaudan                | 2e    | Non (Mende)         | Jérôme Coppel (SAU)                       | Jérôme Coppel (SAU)                       |
| 2012  | Paris-Nice                      | 5e    | Oui                 | Lieuwe Westra (VCD)                       | Lieuwe Westra (VCD)                       |
| 2012  | Tour du Gévaudan                | 2e    | Non (Mende)         | Davide Rebellin (MKT)                     | Davide Rebellin (MKT)                     |
| 2013  | Tour du Gévaudan                | 2e    | Non (Mende)         | Guillaume Levarlet (COF)                  | Sébastien Duret (BSE)                     |
| 2014  | Tour du Gévaudan 2 passages     | 2e    | Non (Mende)         | Guillaume Bonnafond (ALM)                 | Alexis Vuillermoz (ALM)                   |
| 2014  | Tour du Gévaudan 2 passages     | 2e    | Non (Mende)         | Ángel Madrazo (CJR)                       | Alexis Vuillermoz (ALM)                   |
| 2015  | Tour de France 2015             | 14e   | Non (aérodrome)     | Thibaut Pinot (FDJ)                       | Steve Cummings (MTN)                      |
| 2015  | Tour du Gévaudan 2 passages     | 2e    | Non (Mende)         | Ángel Madrazo (CJR)                       | Alexis Vuillermoz (ALM)                   |
| 2015  | Tour du Gévaudan 2 passages     | 2e    | Non (Mende)         | Ángel Madrazo (CJR)                       | Alexis Vuillermoz (ALM)                   |
| 2017  | TC féminin de l'Ardèche         | 7e    | Non (Mont-Lozère)   | Hanna Nilsson (BTC Ljubljana)             | Pauliena Rooijakkers (PVC)                |
| 2017  | Tour du Gévaudan 2 passages     | 2e    | Non (Mende)         | Bastien Duculty (ADT)                     | Anthony Perez (COF)                       |
| 2017  | Tour du Gévaudan 2 passages     | 2e    | Non (Mende)         | Nicolas Edet (COF)                        | Anthony Perez (COF)                       |
| 2018  | Tour de France 2018             | 14e   | Non (aérodrome)     | Omar Fraile (AST)                         | Omar Fraile (AST)                         |
| 2018  | TC féminin de l'Ardèche         | 5e    | Non (Mont-Lozère)   | Erica Magnaldi (BePink)                   | Katarzyna Niewiadoma (Canyon-SRAM Racing) |
| 2018  | Tour du Gévaudan 2 passages     | -     | Non (Mende)         | Geoffrey Bouchard (CR4C Roanne)           | Jaakko Hänninen (EC Saint-Étienne)        |
| 2018  | Tour du Gévaudan 2 passages     | -     | Non (Mende)         | Rein Taaramäe (Direct Énergie)            | Jaakko Hänninen (EC Saint-Étienne)        |
| 2018  | Tour du Gévaudan junior         | 2e    | Non (Saint-Bauzile) | Hugo Page (ES Auneau Cyclisme Junior)     | Mattéo Vercher (VC Vaulx)                 |
| 2019  | TC féminin de l'Ardèche         | 2e    | Non (Mont-Lozère)   | Omer Shapira (Canyon-SRAM Racing)         | Marianne Vos (CCC-Liv)                    |
| 2020  | Tour du Gévaudan junior         | -     | Non (Mende)         | ?                                         | Baptiste Vadic (Creuse Oxygène)           |
| 2020  | Tour du Gévaudan féminin        | -     | Non (Mende)         | Morgane Coston (Chambéry C.C.)            | Morgane Coston (Chambéry C.C.)            |
| 2022  | Tour du Gévaudan junior féminin | 2e    | Oui                 | Églantine Rayer (Normandie)               | Églantine Rayer (Normandie)               |
| 2022  | Tour de France 2022             | 14e   | Non (aérodrome)     | Michael Matthews (BEX)                    | Michael Matthews (BEX)                    |
| 2023  | Tour du Gévaudan junior féminin | 1re   | Oui                 | Federica Venturelli (Italie)              | Federica Venturelli (Italie)              |
| 2024  | Tour du Gévaudan junior féminin | 1re   | Oui                 | Cat Ferguson (Shibden Hoptec Apex)        | Cat Ferguson (Shibden)                    |
| 2025  | Tour du Gévaudan junior féminin | 2e    | Oui                 | Sidney Swierenga (Grouwels-Watersley R&D) | Sidney Swierenga (Grouwels-Watersley R&D) |